# Jordborrare
Jordborrare (Georychus capensis) är en gnagare i familjen mullvadsgnagare och den enda arten i sitt släkte.

## Utbredning
Denna gnagare förekommer i Kapprovinsen i Sydafrika och längs kusten ungefär till Port Elizabeth. Mindre isolerade populationer förekommer i provinserna Mpumalanga och KwaZulu-Natal och kanske även i angränsande områden av Lesotho.

## Utseende
Arten når en kroppslängd (huvud och bål) på mellan 15 och 20 centimeter. Svansen är med 1,5 till 4 cm längd bara en liten stump och extremiteterna är korta och svaga. Svansen kan ibland vara gömd i den tjocka pälsen. Hanar är med en genomsnittlig vikt av 182 g något tyngre än honor som väger cirka 180 g. Enskilda individer kan tidvis vara 325 (honor) eller 360 g (hanar) tunga. Pälsen har på ovansidan en brun till orangebrun färg, undersidan är ljusare. I ansiktet förekommer svarta eller mörkbruna och vita markeringar. Trots artens underjordiska levnadssätt är klorna vid fram- och bakfötter svaga. Jordborraren gräver främst med tänderna. Därför har arten stora framåtriktade framtänder som saknar rännor. Jordborraren saknar yttre öron och har bara en hörselöppning på varje sida med en fläck av tjockare hud omkring.

## Ekologi

### Habitat och bo
I utbredningsområdet ligger nederbörden vanligen över 500 mm per år. Habitatet utgörs av grästäckta dyner, av flodernas strandlinjer och av andra gräsmarker som gräsmattor i trädgårdar eller stadsparker samt på golfplatser. Jordborraren skapar bon tätt under markytan. Den föredrar sandig och fuktig jord som är lätt att gräva i men den hittas även i mjukare lera och torv. Tunnelsystemets gångar är tillsammans ungefär 130 meter långa och det finns blinda gånger samt en kupolformig kammare där födan lagras. Varje vuxen individ har sitt eget tunnelsystem. Gångarna kan ligga så nära som en meter från varandra men de är inte sammanlänkade. Jordborrare som placeras i fångenskap i samma bur kan kämpa till den ena dör om de inte separeras.

### Föda och fortplantning
Födan utgörs främst av rötter, lök och andra rotfrukter. Fortplantningen sker mellan augusti och december, enligt en annan studie redan från och med juni. Före parningen trummar hanar med bakfoten på marken och parningsberedda honor svarar på samma sätt. Hanar slår snabbare (cirka 26 bultningar per sekund) än honor (cirka 15 bultningar). Utanför parningstiden trummar hanar för att visa sitt revir. Under fortplantningstiden kan honor ha två kullar och den andra parningen sker ungefär 10 dagar efter ungarnas födelse. Dräktigheten varar cirka 44 dagar och per kull föds 3 till 10 ungar. Ungarna är i början 3 till 4 cm långa, 5 till 12 g tunga och nakna samt blinda. Redan efter nio dagar har de päls och öppna ögon. Ungefär 17 dagar efter födelsen äter ungarna huvudsakligen fast föda. De blir efter 35 dagar aggressiva mot varandra och mot modern och boet lämnas efter cirka 60 dagar. Efter 260 dagar är ungarna lika stora som vuxna individer. Könsmognaden infaller efter cirka 10 månader. Jordborraren kan i naturen leva tre år.

## Jordborrare och människan
Arten betraktas som skadedjur då den gärna äter odlade rotfrukter. Den kan liksom mullvaden orsaka ekonomisk skada när den gräver under gräsmattor och golfplatser. Jordborraren har ibland hållits som ovanligt sällskapsdjur men den kan bitas ibland utan förvarning.
Gräsmarkernas omvandling till odlingsmark kan i begränsade regioner vara ett hot mot beståndet. Hela populationen anses vara stabil. IUCN listar arten som livskraftig (LC).